# Chorebus pseudoasramenes
Chorebus pseudoasramenes is een insect dat behoort tot de orde vliesvleugeligen (Hymenoptera) en de familie van de schildwespen (Braconidae). De wetenschappelijke naam van de soort werd voor het eerst geldig gepubliceerd door Tormos, Pardo, Jimenez, Asis & Gayubo in 2003.